# Église Saint-Albert-le-Grand de Brunswick
Pour les articles homonymes, voir Église Saint-Albert.
L'église Saint-Albert-le-Grand (St. Albertus Magnus) est une église paroissiale catholique de Brunswick (Basse-Saxe) en Allemagne et en même temps l'église conventuelle du couvent dominicain du même nom.

## Historique

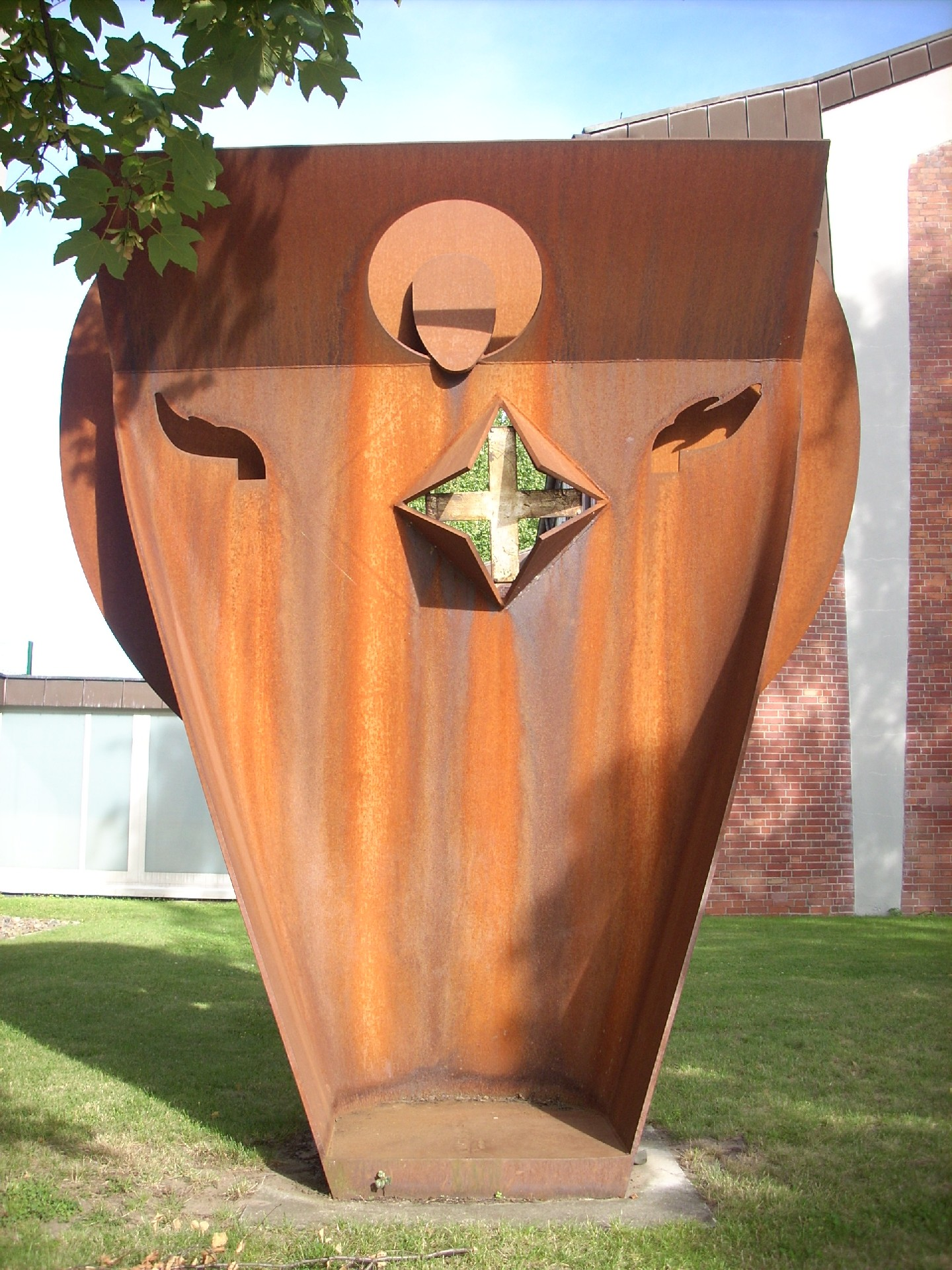
La Porte du Ciel par Ipoustéguy

Les dominicains sont retournés après la guerre à Brunswick, suivant les populations allemandes catholiques expulsées de Silésie devenue polonaise et réfugiées dans la région. Brunswick est alors passée de 2 % de catholiques à 14 %. Ils habitent un petit appartement en 1951 et le provincial décide de faire construire un couvent moderne, symbole d'une nouvelle époque désirant tourner le dos aux blessures du passé.
L'église a été bâtie selon les plans de Hans Lohmeyer et consacrée en août 1958 par Mgr Janssen (de). Elle est dédiée à saint Albert le Grand, savant et enseignant dominicain. Elle se trouve au nord-est de la vieille ville, non loin des boulevards de ceinture.
L'église se présente sous la forme d'une église-halle moderne, en briques et en béton, avec un haut clocher séparé. L'intérieur est éclairé par des baies lumineuses et soutenu par des arcatures de béton armé donnant une impression de légèreté et de modernisme. Au fond une lourde croix expressionniste et colorée décore le chœur. L'architecture fonctionnelle de cette église est typique de l'architecture fonctionnelle des années 1950-1960. Le décor est largement dû à Gerd Winner.
Le couvent des dominicains a eu une grande renommée intellectuelle et aussi spirituelle, dans les années 1960-1970, grâce notamment à des initiatives de dialogues et de dynamiques de groupe, parfois jugées périlleuses. La communauté se compose en 2010 de huit dominicains. Cette communauté, engagée dans des dialogues avec divers groupes tenants de la modernité, est l'héritière formelle des dominicains installés à Brunswick au XIIIe siècle par le duc Henri le Merveilleux et le duc Albert, et qui furent dispersés par la Réforme deux siècles et trente ans plus tard. Leur couvent avait été bâti en 1307. Les assauts les plus vifs de la Réforme furent portés à Brunswick par des milieux bénédictins passés au protestantisme en 1528 et les franciscains et dominicains furent interdits à Pâques 1529. Les derniers frères prêcheurs quittèrent la ville en 1536. L'ancien couvent, qui avait été transformé en édifice baroque, fut rasé en 1902.

Vue de l'intérieur

On remarque plusieurs sculptures modernes, dont celle du Français Jean-Robert Ipoustéguy, intitulée Porte du Ciel (1999) et une Madone de Gerd Winner (1993).

## Source
- (de) Cet article est partiellement ou en totalité issu de l’article de Wikipédia en allemand intitulé « St. Albertus Magnus (Braunschweig) » (voir la liste des auteurs).